# Jean-Marc Pontvianne
Jean-Marc Pontvianne (* 6. August 1994 in Nîmes) ist ein französischer Leichtathlet, der sich auf den Dreisprung spezialisiert hat.

## Sportliche Laufbahn
Jean-Marc Pontvianne tritt seit 2011 in Wettkämpfen an, zunächst beschränkte er sich auf den Weitsprung und konnte bei den französischen U18-Meisterschaften die Bronzemedaille gewinnen. Bereits ein Jahr später startete er überwiegend in Dreisprung-Wettkämpfen und wurde im Sommer französischer U20-Vizemeister. 2013 gelang ihm die Qualifikation für die U20-Europameisterschaften im italienischen Rieti. Im Laufe der Saison bestätigte er mehrfach Weiten über die 15-Meter-Marke, bei den Meisterschaften scheiterte er mit 14,94 m in der Qualifikation.
2014 wurde er französischer U23-Hallen- und Freiluftmeister im Dreisprung. Im Juni desselben Jahres sprang er bei den U23-Mittelmeermeisterschaften erstmals über die 16-Meter-Marke und gewann damit die Bronzemedaille. 2015 startete er bei den U23-Europameisterschaften in Tallinn. Dort konnte er erneut nicht an bereits gezeigte Leistungen anknüpfen und scheiterte bereits in der Qualifikation. In der Saison 2017 konnte er sich dann deutlich steigern. Im Frühjahr stellte er zunächst mit 17,13 m seine bis heute aktuelle Hallenbestleistung auf. Einige Wochen später sprang er 16,90 m bei den Halleneuropameisterschaften in Belgrad, mit denen er Platz 6 belegte. Im Mai sprang der im Freien ebenfalls 17,13 m und nahm im August an den Weltmeisterschaften in London teil. Er konnte als Zweiter in seiner Qualifikationsgruppe in das Finale einziehen, in dem er mit 16,79 m den achten Platz bei insgesamt 12 Finalteilnehmern belegte.
In der Saison 2018 kam er nicht über die 17-Meter-Marke hinaus. Bei den Europameisterschaften in Berlin landete er mit einer Weite von 16,61 m im Finale auf dem siebten Platz. 2019 scheiterte er bei den Weltmeisterschaften in Doha in der Qualifikation. 2021 steigerte er seine Bestleistung im Juni auf 17,17 m und qualifizierte sich damit zum ersten Mal für die Olympischen Sommerspiele. In Tokio konnte er nach in der Qualifikation keinen gültigen Versuch vorweisen und schied damit bei seinem Olympiadebüt vorzeitig aus. Im Frühjahr 2022 trat er bei den Hallenweltmeisterschaften in Belgrad an, bei denen er mit einem Sprung auf 16,62 m den siebten Platz belegte. Im Sommer trat er bei den Weltmeisterschaften in den USA an und konnte auch dort in das Finale einziehen. Darin belegte er schließlich mit 16,86 m den achten Platz. Einen Monat später feierte er mit dem Gewinn der Bronzemedaille bei den Europameisterschaften in München seinen größten sportlichen Erfolg. 2023 trat er im August bei den Weltmeisterschaften in Budapest an, wo er mit einer Weite von 16,64 m den Einzug in das Finale verpasste.
2024 trat Pontvianne in Rom zum dritten Mal bei den Europameisterschaften an. Dort erreichte er das Finale und belegte darin mit Saisonbestleistung von 17,04 m den sechsten Platz.
Pontvianne wurde in den Jahren 2017, 2020, 2021 und 2023 französischer Meister im Dreisprung. 2015, 2017, 2023 und 2024 war er zudem bei den nationalen Hallenmeisterschaften erfolgreich.

## Wichtige Wettbewerbe
| Jahr                   | Veranstaltung               | Ort                    | Platz                  | Disziplin              | Weite/Zeit             |
| Startet für Frankreich | Startet für Frankreich      | Startet für Frankreich | Startet für Frankreich | Startet für Frankreich | Startet für Frankreich |
| ---------------------- | --------------------------- | ---------------------- | ---------------------- | ---------------------- | ---------------------- |
| 2013                   | U20-Europameisterschaften   | Rieti                  | 16.                    | Dreisprung             | 14,94 m                |
| 2015                   | U23-Europameisterschaften   | Tallinn                | 13.                    | Dreisprung             | 15,86 m                |
| 2017                   | Halleneuropameisterschaften | Belgrad                | 6.                     | Dreisprung             | 16,90 m                |
| 2017                   | Weltmeisterschaften         | London                 | 8.                     | Dreisprung             | 16,79 m                |
| 2018                   | Europameisterschaften       | Berlin                 | 7.                     | Dreisprung             | 16,61 m                |
| 2019                   | Weltmeisterschaften         | Doha                   | 26.                    | Dreisprung             | 16,31 m                |
| 2021                   | Olympische Sommerspiele     | Tokio                  |                        | Dreisprung             | o.g.V.                 |
| 2022                   | Hallenweltmeisterschaften   | Belgrad                | 7.                     | Dreisprung             | 16,62 m                |
| 2022                   | Weltmeisterschaften         | Eugene                 | 8.                     | Dreisprung             | 16,86 m                |
| 2022                   | Europameisterschaften       | München                | 3.                     | Dreisprung             | 16,94 m                |
| 2023                   | Weltmeisterschaften         | Budapest               | 14.                    | Dreisprung             | 16,64 m                |
| 2024                   | Europameisterschaften       | Rom                    | 6.                     | Dreisprung             | 17,04 m                |

## Persönliche Bestleistungen
- Weitsprung: 7,21 m, 26. Juli 2011, Castres
  - Weitsprung (Halle): 7,09 m, 4. Februar 2012, Bompas
- Dreisprung: 17,20 m, 17. Juni 2023, Amiens
  - Dreisprung (Halle): 17,13 m, 19. Februar 2017, Bordeaux